# Бикакис, Манолис
Манолис Бикакис (греч. Μανώλης Μπικάκης; 10 марта 1954, Амигдалос Гераклион — 22 октября 1994, национальная дорога Афины — Патры) — греческий спецназовец. Принял участие в отражении турецкого вторжения на Кипр в 1974 году.
Остался в военной историографии как солдат, отразивший в одиночку наступление турецкого батальона. При этом, уничтожил своим безоткатным противотанковым ружьём 6 турецких танков Μ48-Α2.
По политическим причинам, также как и другие греческие военнослужащие, отличившиеся в тот период, был более известен в тесных армейских кругах. С приходом к власти в Греции 26 января 2015 года нового правительства и после официальной памятной церемонии, проведённой в его честь новым министром обороны, Манолис Бикакис получил общенациональную известность.

## Кипр 1974
15 июля 1974 года на Кипре произошёл государственный переворот, направленный против президента республики, архиепископа Макариоса. Переворот был произведён несколькими частями Национальной гвардии, под командованием греческих офицеров, посланных на остров правившей в тот период Грецией хунтой. В перевороте также участвовал батальон греческой армии (ЭЛЬДИК, Греческие вооружённые силы на Кипре), находившийся на острове согласно Цюрихским соглашениям 1959 года, также и как аналогичный батальон турецкой армии. В перевороте приняли участие вышедшие из подполья группы организации ЭОКА-II, один из руководителей которой, Н. Сампсон, был назначен президентом. Переворот создал видимость возможного энозиса (воссоединения) Кипра с Грецией, хотя, как пишет исследователь М. Эритриадис, политика энозиса была похоронена Афинами ещё с 1956 года и упоминание энозиса после 1964 года в действительности означало раздел острова:31.
Палата представителей США, произвёдшая позже расследование, пришла к заключению, что ЦРУ знало о подготовке переворота:379.
Г. Клиридис утверждал, что ЦРУ заверяло хунту: «свергайте „попа“, а мы не допустим турецкого вторжения»:466.
ЦРУ попыталось переложить ответственность на плечи Киссинджера, который в период после Уотергейта правил в действительности США:365.
Киссинджер, замалчивая свою роль в событиях, ограничился заявлениями типа: «благодаря глупости хунты, туркам выпал первый номер лотереи. На Кипре не было законного правительства …в Греции было правительство, которое никто не поддерживал:193.
Пятью днями позже, турки, под предлогом переворота, вторглись на остров.
Турция действовала по согласованному с США плану, как следует из карты из архивов Кисинджера:233.
Несмотря на хаос царивший на острове после переворота и огромном перевесе в живой силе и технике, туркам понадобилось два этапа, чтобы выйти на предусмотренные картами линию. Они заняли все позиции, которые ЦРУ «предвидело», за исключением международного аэропорта Никосии, «единственной цели, которую мы (ЦРУ) сочли что будет в руках турок и которую они не смогли обеспечить»:365.

## Операция Ники
Хунта не была готова к войне и вторжение на Кипр застигло её врасплох. Без помощи Греции Кипр не мог выстоять, но озабоченные теперь только возможной войной между двумя «союзниками» НАТО, американцы выставили между Критом и Кипром свой Шестой флот, препятствуя любым греческим действиям.
Единственной помощью посланной из Греции (21 июля) стал «Первый эскадрон спецназа», посланный на Кипр воздухом, в рамках операции «ΝΙΚΗ» (Ники -Победа).
Учитывая обстоятельства, при которой эта операция была произведена, она получила в историографии имя «Операция самоубийства». Военно-воздушные силы Греции произвели переброску батальона с Крита на Кипр, используя 15 военно-транспортных самолётов Nord Noratlas из 354 эскадрильи «Пегасос». Самолёты вылетели без сопровождения, и, чтобы не быть обнаруженными американскими и турецкими радарами, летели «в метрах над волной». Историк Ставрос Каркалецис пишет, что полёт 15 транспортных самолётов, без сопровождения, в воздушном пространстве полностью контролируемом турецкой авиацией, совершенно верно именуется «миссией самоубийства».
Самолётам удалось избежать встречи с турецкими перехватчиками, но крайняя секретность операции стала причиной того, что неоповещённые о ней киприоты сбили при посадке в аэропорту третий из садившихся самолётов. При этом погибли 29 десантников и 4 члена экипажа. Прибытие батальона спасло аэродром и, в некоторой степени, изменило ситуацию вокруг кипрской столицы. Батальон получил кипрское обозначение «35MK», и его подразделения, взяв под контроль аэродром, перебрасывались на опасные участки обороны столицы и совершили «впечатляющее взятие укреплённой высоты Коджакая».

## Лагерь ЭЛЬДИК
С началом вторжения, батальон ЭЛЬДИК не только занял лагерь турецкого батальона, ушедшего в горное село Кёнели, но и совершил ночную атаку на укрепившихся там турок, получивших к тому времени подкрепления с вертолётов.
22 июля Совет Безопасности ООН принял решение о прекращении огня. Воспользовавшись перемирием, турки попытались окружить международный аэродром и занять лагерь ЭЛЬДИК. 23 июля греческий батальон с успехом отбил внезапное наступление турок.
Одновременно «Первый эскадрон спецназа» отстоял аэродром. Канадские миротворцы ООН, потребовавшие передачи им аэродрома, были изгнаны греческим спецназом, но заняли позиции рядом.

## Политические перемены
Между тем военный режим в Афинах пал и 24 июля правительство «Национального единства» возглавил К. Караманлис, обвиняемый ещё с 1958 года, как политик, избранный американцами для решения Кипрского вопроса, исключающего воссоединение острова с Грецией:282.
Одновременно на Кипре правительство возглавил Г. Клиридис.
25 — 30 июля в Женеве прошли переговоры, которые продолжились 8-14 августа. Переговоры закончились безрезультатно. Перебросив на остров за время переговоров большие силы, турки предприняли наступление, чтобы выйти на предусмотренные с самого начала вторжения позиции. Лагерь ЭЛЬДИК и аэродром были среди них.

## Возобновление боёв
Помня о своих поражениях от ЭЛЬДИК, турки повторили свою атаку против лагеря, который защищали не более 300 греческих военнослужащих, включая вспомогательный персонал. Для этого турки задействовали свой 50-й полк, усиленный ещё двумя батальонами, 45 танками, артиллерией и при поддержке авиации. Наступление на лагерь началось 14 августа и продолжилось до 16 августа, когда защитники лагеря отошли по приказу.

## И один в поле воин
Одновременно, турки предприняли попытку продвинуться к аэродрому, который находился в тылу лагеря. Часть солдат «Первого эскадрона спецназа», вооружённые пулемётами или безоткатными ружьями, выдвинулись навстречу противнику и рассеялись, разбившись на пары. Под непрерывным артиллерийским огнём и постоянно меняя позиции, спецназовец Манолис Бикакис и его напарник потеряли друг друга. Безоткатное ружьё (гранатомёт), с комплектом 8 гранат, осталось в руках Бикакиса. Оказавшись в одиночке, на острие клина наступления целого турецкого батальона, впереди которого шли 6 танков Μ48-Α2, Бикакис принял бой. С дистанции 270 метров он поразил первый танк, после чего, сменив позицию, и второй. С дистанции 200 метров он подбил 3-й танк и, пока турки пытались обнаружить его, сменил позицию и подбил 4-й танк. Оставшиеся 2 танка стали отступать, но не избежали участи предыдущих. Последний из них был подбит с дистанции 700 метров. За отступлением танков последовало отступление турецких пехотинцев, которые спрятались в здании «Технической школы Григориу». Чуть позже, подойдя ближе к зданию, Бикакис запустил 2 оставшихся снаряда на 1-й и 3-й этажи здания. Потери турецких пехотинцев остаются неизвестными.
В результате действий одного воина была отбита атака на село Агиос Дометиос, потеря которого означала бы окружение кипрской столицы и отсечение доступа из столицы к аэродрому.
Подобрав брошенный турками пулемёт и не имея продовольствия, Бикакис в течение 4-х дней продолжал свой одиночный бой, пока не соединился со своей частью. Командир эскадрона представил его к награде, которую он так и не получил.Вместо этого, в сентябре перед возвращением в Грецию Бикакис получил от командования бумагу, в которой ему было «засчитано» только 4 танка, что соответствовало официально объявленным турками потерям: 4 танка M48 были подбиты безоткатными орудиями и пятый прямым артиллерийским поражением.
Греческие спецназовцы отстояли аэродром. Они удерживали его, невзирая на настойчивые указания посла Греции на Кипре оставить аэродром, из только ему известных дипломатических соображений. Позже, по настоянию генсека ООН Курта Вальдхайма и после приказа полученного от непосредственного командования спецназа, аэропорт был передан канадским миротворцам. Аэропорт не используется по сегодняшний день, здесь расположен штаб сил ООН на Кипре.

## После войны
Вернувшись в Грецию Бикакис женился, работал строителем. Погиб 22 октября 1994 года в автодорожном происшествии на дороге Афины-Патры. Как и другие спецназовцы и лётчики Норатласа, Бикакис при жизни не дождался официального признания.

## Запоздалое признание
Так называемое «Досье Кипра», о соучастии греческих политиков и офицеров в международном заговоре против Кипрской республики, долгие годы оставалось закрытым. Некоторые исследователи считают, что «Досье» остаётся закрытым и по сегодняшний день.
События на Кипре не были признаны войной Греции. Эта юридическая и бюрократическая деталь, вместе с тем фактом, что бо́льшая часть участников тех военных событий приняли перед этим участие в предательском перевороте, как он характеризуется сегодня в Греции и на Кипре, лишила их полагающихся повышений, наград и привилегий.
Одновременно, акты героизма, проявленные ими на поле боя, при отражении турецкого вторжения на Кипр, оставались известными в основном в армейских кругах.
Лишь в 1994 году, решением Парламента эллинов, у Памятника неизвестному солдату в Афинах, под плитой с надписью Корея, выбитой в честь павших в последней официальной войне греческой армии, в которой принял участие Греческий экспедиционный корпус в Корее, была выбита надпись «Кипр», в честь павших при отражении турецкого вторжения на остров.
Несмотря на обращения ветеранов и через 40 лет, в законодательном порядке, период июль — август 1974 года для греческой армии не является военным.
Одним из первых актов нового министра обороны Греции, П. Камменоса, был церемониальный выброс венка с вертолёта в воды вокруг острова Имиа, где в 1996 году, при исполнении своих обязанностей, во время очередного кризиса с Турцией, погибли 3 офицера ВМФ. После чего, вертолёт с министром и командующими ВМФ и ВВС на борту, приземлился на Крите, где состоялась официальная церемония памяти спецназовца Э. Бикакиса. Министр заявил собравшимся и родственникам, что оказанные почести были долгом государства, но были запоздавшими.